# Мегера
Меге́ра (грец. Μεγαιρα) — еринія, одна з трьох хтонічних богинь-месниць, уособлення заздрощів та гніву. Її зображували огидною жінкою зі зміями замість волосся, з вишкіреними зубами та зі смолоскипом або бичем у руках. У переносному значенні Мегера — зла і сварлива жінка.